# Filips van Hessen-Kassel

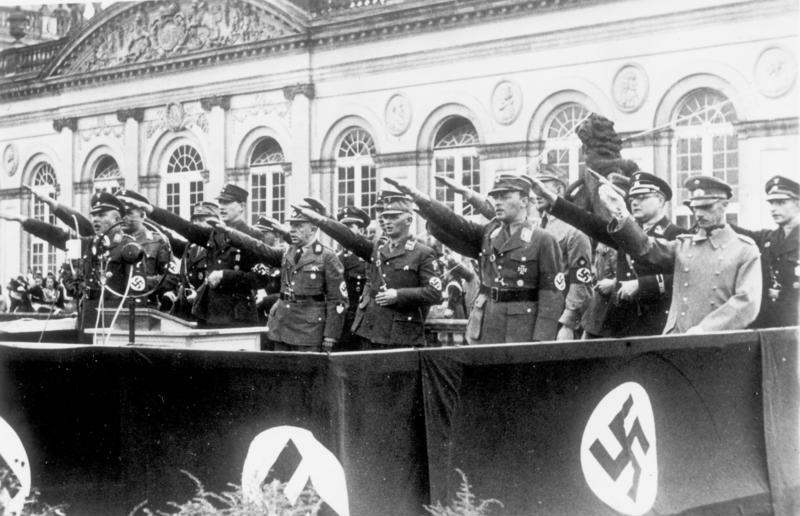
Prins Filips van Hessen-Kassel, tweede van rechts, tijdens een Reichstreffen van de Rijksbond Volkstum und Heimat in 1933

Filips van Hessen-Kassel (Offenbach, 6 november 1896 - Rome, 25 oktober 1980) was een Duitse prins uit het Huis Hessen-Kassel en een nationaalsocialistisch politicus.
Hij was de derde zoon van Frederik Karel van Hessen en Margaretha van Pruisen, een zuster van de laatste Duitse keizer Wilhelm II.
Aangezien zijn twee oudere broers in de Eerste Wereldoorlog gesneuveld waren, werd hij vanaf 1940, toen zijn vader stierf, hoofd van het Huis Hessen-Kassel. Toen zijn vader in 1918 kortstondig koning van Finland was, koos deze niet Filips, maar diens jongere tweelingbroer Wolfgang tot kroonprins. Filips moest de belangen van de familie in Hessen blijven behartigen. 
Filips trouwde op 23 september 1925 met prinses Mafalda van Italië, de tweede dochter van koning Victor Emanuel III en Helena van Montenegro.
Zij kregen de volgende kinderen: 
- Maurits Frederik Karel (1926-2013)
- Hendrik Willem Constantijn (1927-1999)
- Otto Adolf (1937-1998)
- Elisabeth Margaretha Helena (1940).

Al in 1930 was hij een actief lid van de NSDAP. Na Hitlers machtsovername in 1933 werd hij door Hermann Göring, met wie hij reeds jarenlang bevriend was, benoemd tot oberpresident van de Pruisische provincie Hessen-Nassau. Vanwege zijn huwelijk met een Italiaanse prinses, werd hem geregeld gevraagd te bemiddelen tussen Hitler en Mussolini. Zijn bijzondere relatie met Italië leidde in 1943 tot zijn arrestatie door de Gestapo. In de zomer van 1943 werd Mussolini namelijk als regeringsleider ontslagen door Filips schoonvader, koning Victor Emanuel III van Italië en op diens bevel gearresteerd. Filips en zijn vrouw werden in gevangenschap genomen. Hitler wilde immers wraak nemen op de Italiaanse koning door zijn dochter op te sluiten. Mafalda zou uiteindelijk omkomen in het concentratiekamp Buchenwald, toen ze zwaar gewond werd tijdens een geallieerd bombardement en drie dagen later overleed. Filips werd in 1943 ook opgesloten in het concentratiekamp van  Flossenbürg , maar wist te overleven. 
Hij werd van 1945 tot 1948 geïnterneerd door de Amerikanen, wegens zijn rol in de Tweede Wereldoorlog. Eind 1947 werd hij veroordeeld en moest hij een derde van zijn vermogen afstaan. Hij is nooit opnieuw gehuwd. Vanaf 1948 leefde hij afwisselend in Kassel en in Rome, waar hij overleed.